# Јагдпанцер IV
Јагдпанцер IV (њем. Jagdpanzer IV (Sd.Kfz. 162)) је био њемачки ловац тенкова дизајниран у периоду Другог свјетског рата, са намјером да замијени ловце тенкова Штурмгешиц III. Израђено је 1139 примјерака између децембра 1943. и марта 1945. године.
Борбено искуство током 1942. је показало да Штурмгешиц возила морају добити топ веће пробојности ако ће и даље бити кориштена у ПТ одбрани. Одабран је топ Пантер тенка 75 mm и дужине 70 калибара. Пошто их није било довољно, на већину возила су уграђивани топови 75 mm дужине 48 калибара са мањом брзином пројектила, али и даље сасвим задовољавајући за 1943. кад су се први примјерци појавили.
Са ниском силуетом и добро заштићен оклопом, показали су се успјешни и популарни код посада. Под притиском Адолфа Хитлера, неки касније добијају дуги топ 75 mm, али се то негативно одразило на њихову мобилност, због велике тежине цијеви.